# Dorceus fastuosus
Espèce
Synonymes
- Dorceus caniceps Simon, 1911
- Dorceus viberti Simon, 1911

Dorceus fastuosus est une espèce d'araignées aranéomorphes de la famille des Eresidae.

## Distribution
Cette espèce se rencontre au Sénégal, en Tunisie et en Israël.

## Description
Le mâle holotype mesure 6,5 mm et le mâle décrit par El-Hennawy en 2002 mesure 7,82 mm.

## Publication originale
- (de) Carl Ludwig Koch, Die Arachniden, vol. 13, Nürnberg, J. L. Lotzbeck, 1846, 234 p. (lire en ligne).